# 馬屋町
馬屋町（まやちょう）は、江戸期から現在にかけての青森県弘前市の地名。郵便番号は036-8357。2017年6月1日現在の人口は212人、世帯数は110世帯。

## 地理
青森県道3号弘前岳鰺ケ沢線（新坂）を下った場所に位置し、青森県立弘前工業高等学校の裏手に弘前城の西の郭が接している。当地は主に住宅地として機能する。町域の北部から東部にかけて下白銀町、南東部は上白銀町、南部は新町、西部は鷹匠町に接する。

## 歴史
- 天和2年 - 岩木川堀替え工事が未完成で、西部に隣接する鷹匠町とも通じていなかったことから、弘前城の西外の郭とされていた（津軽弘前城史）。
- 正保3年 - 町名は無く、当地は堀と樋ノ口川に囲まれ、侍屋敷と馬屋が見える（津軽弘前城之絵図）。
- 慶安2年 - 当地の西側は御馬屋町と見え、御馬屋3軒。東側は本百石町と見え、侍屋敷35軒（うち空家4軒）があり、川沿いに材木場が設置される（弘前古御絵図）。
- 万治2年・寛文13年 - 当地の西側に馬場が設けられ、その西側に馬役、青沼藤兵衛ら3人の屋敷がある（弘前中惣屋敷絵図）。
- 貞亨3年 - 上白銀町とを結ぶ坂道（新坂）が作られる（奥富士日記）。
- 元禄13年 - 当地の西側に馬廻馬場と馬屋3軒。東側に侍屋敷が35軒あり、馬屋町・馬屋中町・馬屋前町・馬屋後町の4区画に分かれている（弘前侍町屋敷割）。
- 寛政5年 - 寛政の改革による藩士土着令で当地の藩士が在方へ移住し、御家中潰町の1つに数えられる。当地には御目見以下、諸組諸支配の藩士の屋敷が給される（平山日記）。
- 寛政12年 - 馬屋町に武家屋敷17軒、馬屋南小路（前町）に武家屋敷6軒、馬屋中町に武家屋敷9軒のほかに御馬飼育所があり、馬場の西側に武家屋敷3軒がある（分間弘前大絵図）。
- 明治初年 - 戸数28（国誌）。
- 1935年（昭和10年）8月22日 - 集中豪雨のため町内全戸、床上もしくは床下浸水[3]。

### 沿革
- 江戸期 - 弘前城下の一町。
- 慶安2年 - 当地の西側は御馬屋町、東側は本百石町と称される。
- 元禄13年 - 馬屋町・馬屋中町・馬屋前町・馬屋後町の4区画に分かれて称される。
- 明治初年〜明治22年 - 弘前を冠称。
- 1889年（明治22年） - 弘前市に所属。

### 地名の由来
当地に馬屋があったことから。

## 施設

### 教育
- 青森県立弘前工業高等学校

### 商業
- 高木学習社
- アキモト製麺
- 嶽開発本社ビル

### その他
- 馬屋町渋川記念福祉会館

## 小・中学校の学区
市立小・中学校に通う場合、学区は以下の通りとなる。
| 大字   | 番・番地 | 小学校             | 中学校             |
| ------ | -------- | ------------------ | ------------------ |
| 馬屋町 | 全域     | 弘前市立城西小学校 | 弘前市立第二中学校 |

## 交通
- 弘南バス

工業高校前（弘前駅 - 工業高校経由 - 藤代営業所線）停留所。